# روكي هاتا
روكي هاتا (باليابانية: ロッキー羽田) هو مصارع محترف ياباني، ولد في 12 سبتمبر 1948 في Akkeshi District, Hokkaido ‏ في اليابان، وتوفي في 27 أكتوبر 1991 بسبب السكري.

## روابط خارجية
- روكي هاتا على موقع CageMatch worker (الإنجليزية)
- روكي هاتا على موقع قاعدة بيانات المصارعة على الإنترنت (الإنجليزية)